# اتین باریلیه
اتین باریلیه (به فرانسوی: Étienne Barilier) نویسنده، فیلسوف و مترجم قرن بیستم میلادی اهل فرانسه است.